# Yosra Frawes
Yosra Frawes (nascuda a Djedaïda) és una advocada empresarial tunisiana, activista pels drets humans i de les dones.

## Trajectòria
Yosra va assistir el 1995 a un debat sobre el paper de les dones tunisianes en les telenovel·les populars. Més endavant, entrà en el club juvenil de l'Associació Tunisiana de Dones Democràtiques mentre feia campanya per la Unió General d'Estudiants Tunisians. El 2000, inicià una petició per la igualtat de gènere en l'herència.
Després de la Revolució tunisiana del 2011, Yosra formà part del grup de juristes que van verificar els textos de la transició democràtica dins de l'Autoritat Superior per a la Realització dels Objectius de la Revolució, Reforma Política i Transició Democràtica. Mentrestant, denuncià les desigualtats i els abusos contra els drets humans. Més endavant, treballà en un projecte de llei sobre violència sexista que s'aprovaria posteriorment per l'Assemblea de Representants del Poble, al juliol del 2017.
Va participar en l'alliberament de Jabeur Mejri, acusat d'atemptar contra la moral, difamació i pertorbació de l'ordre públic per haver publicat caricatures de Mahoma en les xarxes socials al 2012.
Ha estat delegada de la Federació Internacional pels Drets Humans a Tunísia i ponent en conferències i seminaris estatals i internacionals.
Des del 1999 pertany a l'Associació de Dones Democràtiques de Tunísia, de la qual fou presidenta l'abril del 2018.
Es va incorporar a l'Associació de Dones Tunisianes per a la Recerca del Desenvolupament, en què fou tresorera el 2002 i directora de formació del 2005 al 2008.

## Publicacions
Yosra Frawes és autora o coautora de guies, notes i informes, com ara:
- Guia de 100 passos per a posar fi a la violència contra les dones (coautora)[8]
- Drets humans garantits: de la Constitució a la legislació (autora)[9]

- També ha publicat assaigs poètics.

- Ha publicat poemes i articles sobre la contribució de les dones a la literatura àrab.[10]